# سفين وولتر
سفين جوستوس فريدريك وولتر (11 يناير 1934 - 10 نوفمبر 2020)، هو ممثل سينمائي سويدي.
لعب وولتر دور البطولة في العديد من الأفلام مثل «The Sacrifice» و «The Man on the Roof» و «The Man from Majorca» و «House of Angels» و «Jerusalem»، فاز بجائزة أفضل ممثل في حفل توزيع جوائز «Guldbagge» العشرين.

## الحياة الشخصية والوفاة
لولتر خمسة أولاد. إيلفا، ستينا ولتر مع آني جينهوف ولينا وولتر مع إيفابريت ستراندبرغ وكارل سيلدال مع فيفيكا سيلدال وماغنوس. منذ عام 2003 وهو متزوج من ليزا ويدي . 
توفي وولتر في 10 نوفمبر 2020، بسبب المضاعفات الناجمة عن مرض فيروس كورونا الذي أصيب به خلال زيارة إلى ستوكهولم. قبل إصابته بفيروس كورونا، تم تشخيص وولتر بمرض الانسداد الرئوي المزمن وفقًا لابنته ستينا وولتر. كان عمره 86 سنة. 

## روابط خارجية
- سفين وولتر على موقع IMDb (الإنجليزية)
- سفين وولتر على موقع ألو سيني (الفرنسية)
- سفين وولتر على موقع ميوزك برينز (الإنجليزية)
- سفين وولتر على موقع أول موفي (الإنجليزية)
- سفين وولتر على موقع قاعدة بيانات الأفلام السويدية (السويدية)
- سفين وولتر على موقع ديسكوغز (الإنجليزية)
- سفين وولتر على موقع قاعدة بيانات الفيلم (الإنجليزية)
- سفين وولتر على موقع كينوبويسك (الروسية)